# Ambystoma annulatum
Ambystoma annulatum é uma espécie de anfíbio caudado pertencente à família Ambystomatidae. Endêmica de zonas de madeira de lei e áreas mistas de florestas de pinheiros e de madeira de lei em e ao redor do Ozark Plateau e das Montanhas Ouachita de Arkansas, Oklahoma e Missouri.